# Federico Villagra
Federico Villagra (né le 21 mai 1969 à Córdoba) est un pilote de rallye.

## Carrière
Après plusieurs succès dans le championnat argentin (gagnant le classement des Groupe N4 chaque année entre 2001 et 2005), il se fit remarquer en gagnant le classement des Groupe N lors du Rallye d'Argentine 2006 et 2007. Il fut ainsi engagé par l'équipe Munchi's Ford à la mi-saison 2007, et marqua ses premiers points en terminant 7e du Rallye du Japon de la même année.

## Anecdote

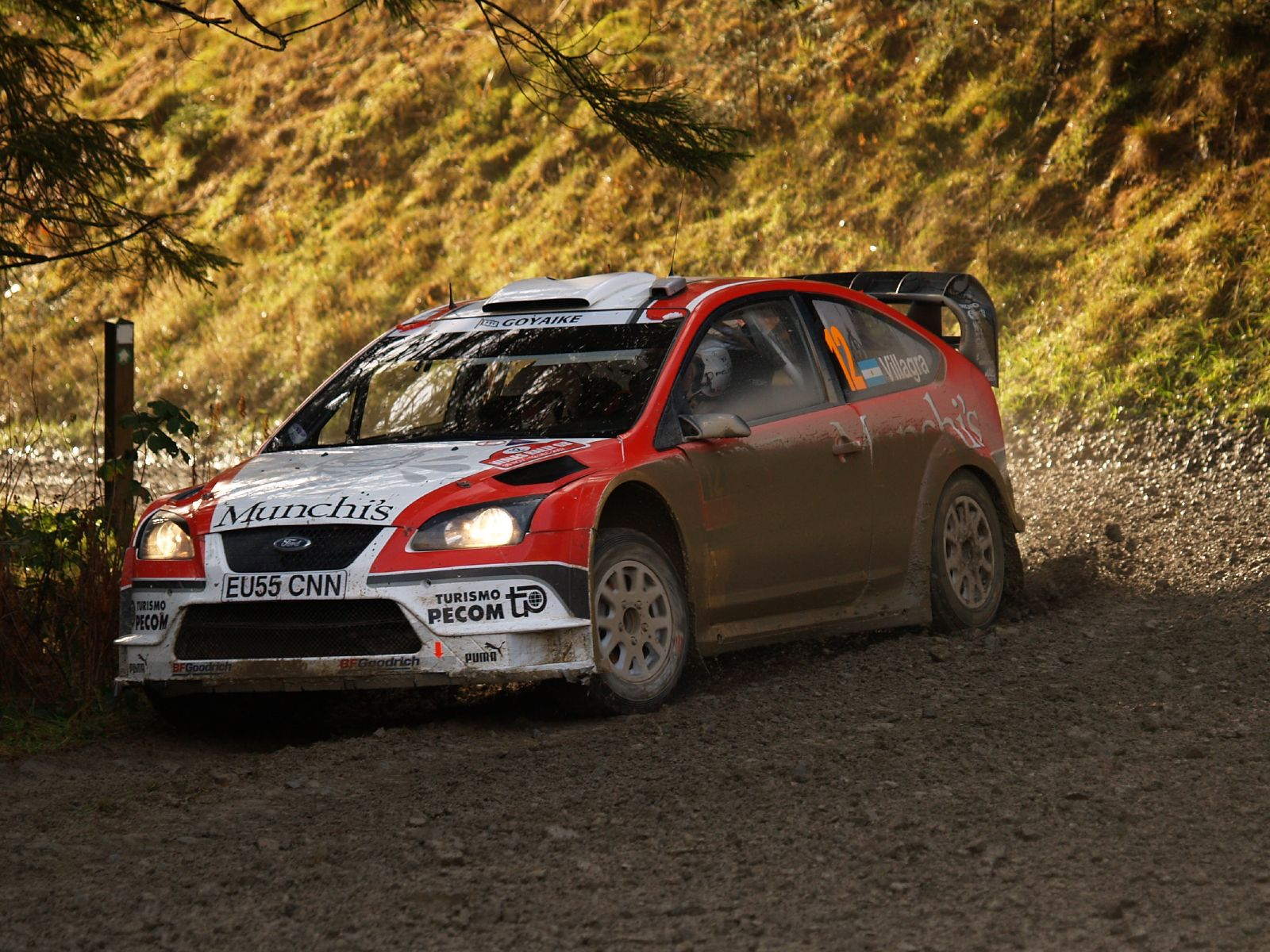
Villagra au Rallye de Grande-Bretagne 2007.

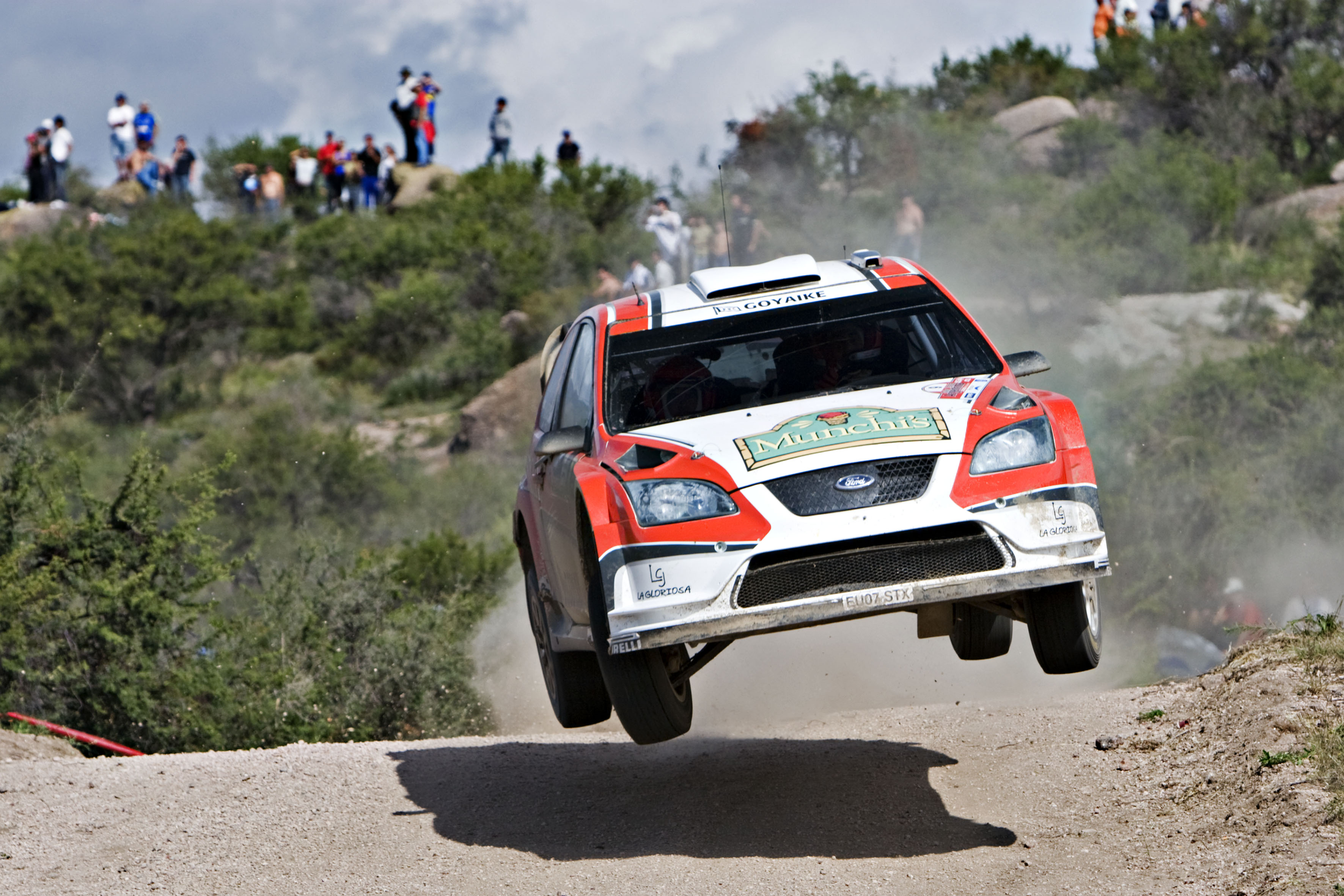
Villagra au Rallye d'Argentine 2008.

- Federico Villagra percuta un cheval lors d'un rallye argentin (Video).

## Palmarès

### Titres
| Titres | Titres                                                          | Titres |
| Saison | Titre                                                           |        |
| ------ | --------------------------------------------------------------- | ------ |
| 2001   | Vainqueur de la classe N4 du Championnat d'Amérique du Sud      |        |
| 2002   | Vainqueur de la classe N4 du Championnat d'Argentine            |        |
| 2003   | Vainqueur de la classe N4 du Championnat d'Argentine            |        |
| 2004   | Vainqueur du Championnat du Chili et du Championnat d'Argentine |        |
| 2005   | Vainqueur de la classe N4 du Championnat d'Argentine            |        |
| 2006   | Vainqueur du Groupe N au Championnat d'Argentine                |        |
| 2007   | Vainqueur du Groupe N au Championnat d'Argentine                |        |
| 2008   | Vainqueur du Groupe N au Championnat d'Argentine                |        |
| 2009   | Vainqueur du Groupe N au Championnat d'Argentine                |        |
| 2010   | Vainqueur du Groupe N au Championnat d'Argentine                |        |
| 2011   | Vainqueur de Catégorie 3 au Championnat d'Argentine             |        |
| 2012   | Vainqueur du Groupe MR au Championnat d'Argentine               |        |
| 2013   | Vainqueur du Groupe MR au Championnat d'Argentine               |        |

### Résultats en championnat du monde des rallyes
Mis à jour après le Rallye de Grande-Bretagne 2011
| Résultats WRC complets | Résultats WRC complets | Résultats WRC complets | Résultats WRC complets | Résultats WRC complets | Résultats WRC complets | Résultats WRC complets | Résultats WRC complets | Résultats WRC complets | Résultats WRC complets | Résultats WRC complets | Résultats WRC complets | Résultats WRC complets | Résultats WRC complets | Résultats WRC complets | Résultats WRC complets | Résultats WRC complets | Résultats WRC complets | Résultats WRC complets |
| Saison                 | Rallye                 | Rallye                 | Rallye                 | Rallye                 | Rallye                 | Rallye                 | Rallye                 | Rallye                 | Rallye                 | Rallye                 | Rallye                 | Rallye                 | Rallye                 | Rallye                 | Rallye                 | Rallye                 | Points                 | Classement final       |
| ---------------------- | ---------------------- | ---------------------- | ---------------------- | ---------------------- | ---------------------- | ---------------------- | ---------------------- | ---------------------- | ---------------------- | ---------------------- | ---------------------- | ---------------------- | ---------------------- | ---------------------- | ---------------------- | ---------------------- | ---------------------- | ---------------------- |
| 1998                   | MON                    | SWE                    | KEN                    | POR                    | ESP                    | FRA                    | ARG                    | GRE                    | NZL                    | FIN                    | ITA                    | AUS                    | GBR                    |                        |                        |                        | 0                      | -                      |
| 1998                   | -                      | -                      | -                      | -                      | -                      | -                      | 22e                    | -                      | -                      | -                      | -                      | -                      | -                      |                        |                        |                        | 0                      | -                      |
|                        |                        |                        |                        |                        |                        |                        |                        |                        |                        |                        |                        |                        |                        |                        |                        |                        |                        |                        |
| 2000                   | MON                    | SWE                    | KEN                    | POR                    | ESP                    | ARG                    | GRE                    | NZL                    | FIN                    | CYP                    | FRA                    | ITA                    | AUS                    | GBR                    |                        |                        | 0                      | -                      |
| 2000                   | -                      | -                      | -                      | -                      | -                      | 22e                    | -                      | -                      | -                      | -                      | -                      | -                      | -                      | -                      |                        |                        | 0                      | -                      |
|                        |                        |                        |                        |                        |                        |                        |                        |                        |                        |                        |                        |                        |                        |                        |                        |                        |                        |                        |
| 2001                   | MON                    | SWE                    | POR                    | ESP                    | ARG                    | CYP                    | GRE                    | KEN                    | FIN                    | NZL                    | ITA                    | FRA                    | AUS                    | GBR                    |                        |                        | 0                      | -                      |
| 2001                   | -                      | -                      | -                      | -                      | 15e                    | -                      | -                      | -                      | -                      | -                      | -                      | -                      | -                      | -                      |                        |                        | 0                      | -                      |
|                        |                        |                        |                        |                        |                        |                        |                        |                        |                        |                        |                        |                        |                        |                        |                        |                        |                        |                        |
| 2002                   | MON                    | SWE                    | FRA                    | ESP                    | CYP                    | ARG                    | GRE                    | KEN                    | FIN                    | GER                    | ITA                    | NZL                    | AUS                    | GBR                    |                        |                        | 0                      | -                      |
| 2002                   | -                      | -                      | -                      | -                      | -                      | 13e                    | -                      | -                      | -                      | -                      | -                      | -                      | -                      | -                      |                        |                        | 0                      | -                      |
|                        |                        |                        |                        |                        |                        |                        |                        |                        |                        |                        |                        |                        |                        |                        |                        |                        |                        |                        |
| 2003                   | MON                    | SWE                    | TUR                    | NZL                    | ARG                    | GRE                    | CYP                    | GER                    | FIN                    | AUS                    | ITA                    | FRA                    | ESP                    | GBR                    |                        |                        | 0                      | -                      |
| 2003                   | -                      | -                      | -                      | -                      | 15e                    | -                      | -                      | -                      | -                      | -                      | -                      | -                      | -                      | -                      |                        |                        | 0                      | -                      |
|                        |                        |                        |                        |                        |                        |                        |                        |                        |                        |                        |                        |                        |                        |                        |                        |                        |                        |                        |
| 2004                   | MON                    | SWE                    | MEX                    | NZL                    | CYP                    | GRE                    | TUR                    | ARG                    | FIN                    | GER                    | JPN                    | GBR                    | ITA                    | FRA                    | ESP                    | AUS                    | 0                      | -                      |
| 2004                   | -                      | -                      | -                      | -                      | -                      | -                      | -                      | Ab.                    | -                      | -                      | -                      | -                      | -                      | -                      | -                      | -                      | 0                      | -                      |
|                        |                        |                        |                        |                        |                        |                        |                        |                        |                        |                        |                        |                        |                        |                        |                        |                        |                        |                        |
| 2005                   | MON                    | SWE                    | MEX                    | NZL                    | ITA                    | CYP                    | TUR                    | GRE                    | ARG                    | FIN                    | GER                    | GBR                    | JPN                    | FRA                    | ESP                    | AUS                    | 0                      | -                      |
| 2005                   | -                      | -                      | -                      | 19e                    | -                      | 27e                    | 27e                    | -                      | Ab.                    | -                      | -                      | -                      | Ab.                    | -                      | -                      | 16e                    | 0                      | -                      |
| P-WRC 2005             |                        | -                      |                        | 6e                     |                        | 8e                     | 9e                     |                        | Dq.                    |                        |                        | -                      | Ab.                    |                        |                        | 6e                     | 7                      | 14e (P-WRC)            |
|                        |                        |                        |                        |                        |                        |                        |                        |                        |                        |                        |                        |                        |                        |                        |                        |                        |                        |                        |
| 2006                   | MON                    | SWE                    | MEX                    | ESP                    | FRA                    | ARG                    | ITA                    | GRE                    | GER                    | FIN                    | JPN                    | CYP                    | TUR                    | AUS                    | NZL                    | GBR                    | 0                      | -                      |
| 2006                   | -                      | -                      | -                      | -                      | -                      | 16e                    | -                      | -                      | -                      | -                      | -                      | -                      | -                      | -                      | -                      | -                      | 0                      | -                      |
|                        |                        |                        |                        |                        |                        |                        |                        |                        |                        |                        |                        |                        |                        |                        |                        |                        |                        |                        |
| 2007                   | MON                    | SWE                    | NOR                    | MEX                    | POR                    | ARG                    | ITA                    | GRE                    | FIN                    | GER                    | NZL                    | ESP                    | FRA                    | JPN                    | IRL                    | GBR                    | 2                      | 20e                    |
| 2007                   | -                      | -                      | -                      | -                      | -                      | 9e                     | 11e                    | 32e                    | 14e                    | -                      | 11e                    | 13e                    | -                      | 7e                     | -                      | 18e                    | 2                      | 20e                    |
| P-WRC 2007             |                        | -                      |                        | -                      |                        | 1er                    |                        | -                      |                        |                        | -                      |                        |                        | -                      | -                      | -                      | 10                     | 10e (P-WRC)            |
|                        |                        |                        |                        |                        |                        |                        |                        |                        |                        |                        |                        |                        |                        |                        |                        |                        |                        |                        |
| 2008                   | MON                    | SWE                    | MEX                    | ARG                    | JOR                    | ITA                    | GRE                    | TUR                    | FIN                    | GER                    | NZL                    | ESP                    | FRA                    | JPN                    | GBR                    |                        | 9                      | 14e                    |
| 2008                   | -                      | -                      | 7e                     | 6e                     | 6e                     | 14e                    | 13e                    | 9e                     | Ab.                    | -                      | 8e                     | 12e                    | -                      | 9e                     | -                      |                        | 9                      | 14e                    |
|                        |                        |                        |                        |                        |                        |                        |                        |                        |                        |                        |                        |                        |                        |                        |                        |                        |                        |                        |
| 2009                   | IRL                    | NOR                    | CYP                    | POR                    | ARG                    | ITA                    | GRE                    | POL                    | FIN                    | AUS                    | ESP                    | GBR                    |                        |                        |                        |                        | 16                     | 9e                     |
| 2009                   | -                      | -                      | 7e                     | 7e                     | 4e                     | Ab.                    | 4e                     | -                      | 11e                    | 8e                     | 8e                     | -                      |                        |                        |                        |                        | 16                     | 9e                     |
|                        |                        |                        |                        |                        |                        |                        |                        |                        |                        |                        |                        |                        |                        |                        |                        |                        |                        |                        |
| 2010                   | SWE                    | MEX                    | JOR                    | TUR                    | NZL                    | POR                    | BUL                    | FIN                    | GER                    | JPN                    | FRA                    | ESP                    | GBR                    |                        |                        |                        | 36                     | 9e                     |
| 2010                   | -                      | 7e                     | 7e                     | 6e                     | 9e                     | 8e                     | -                      | -                      | -                      | 8e                     | 7e                     | 15e                    | -                      |                        |                        |                        | 36                     | 9e                     |
| 2011                   | SWE                    | MEX                    | POR                    | JOR                    | ITA                    | ARG                    | GRE                    | FIN                    | GER                    | AUS                    | FRA                    | ESP                    | GBR                    |                        |                        |                        | 20                     | 13e                    |
| 2011                   | -                      | 9e                     | 8e                     | 7e                     | 17e                    | 6e                     | Ab.                    | -                      | -                      | -                      | -                      | 16e                    | -                      |                        |                        |                        | 20                     | 13e                    |

### Victoires en CODASUR
(Championnat d'Amérique du Sud des rallyes)
- Rallye de la Yerba Mata: 2011 (sur Ford Fiesta MR);
- Rallye de Misiones Posadas: 2012 (sur Ford Fiesta MR).

## Autres
Résultats au Rallye Dakar
- 2014 : 12e sur auto Mini (copilote Jorge Perez Companc)
- 2015 : 27e sur auto Ford (copilote Andres Memi)
- 2016 : 3e sur camion Iveco (copilotes Jorge Perez Companc et Andres Memi)
- 2017 : 4e sur camion Iveco (copilotes Adrian Arturo Yacopini et Ricardo Adrian Torlaschi)
- 2018 : Abandon à la 13e étape (copilotes Adrian Arturo Yacopini et Ricardo Adrian Torlaschi) sur camion Iveco[2],[3] - 2 victoires d’étapes
- 2019 : 4e sur camion Iveco (copilotes Adrian Arturo Yacopini et Ricardo Adrian Torlaschi)